# Misumenoides carminatus
Misumenoides carminatus är en spindelart som beskrevs av Cândido Firmino de Mello-Leitão 1941. 
Misumenoides carminatus ingår i släktet Misumenoides och familjen krabbspindlar. Inga underarter finns listade i Catalogue of Life.